# Serie B 1938/1939
Soutěžní ročník Serie B 1938/1939 byl 10. ročník druhé nejvyšší italské fotbalové ligy. Konal se od 18. září 1938 do 4. června 1939. Soutěž skončila vítězstvím Fiorentiny, která se nejrychlejším způsobem vrátila do nejvyšší ligy. Druhým postupujícím byly Benátky.
Nejlepšími střelci se stali italští hráči Alfredo Diotalevi (Spezia) a  Carlo Alberto Quario (Pro Vercelli), oba vstřelili 20 branek.

## Události
Tak jako v nejvyšší lize, tak i tady byl uveden koeficient na základě poměru gólů vstřelených a obdržených, aby se nehrála dodatečná utkání. Opět se změnil počet účastníků. Ze 17 klubů bylo o jednoho více. Ze 3. ligy postoupilo opět pět klubů: SPAL, Salernitana, Casale, Fanfulla a Siena. Z nejvyšší ligy byly přiřazeny kluby Fiorentina a Atalanta.
Po celou sezonu se ve vedení v tabulce střídaly kluby co sestoupily z nejvyšší ligy. Jenže Atalanta v posledních kole prohrála v Benátkách, které bylo na třetím místě o dva body za nimi. O postupu mezi těmito dvěma nakonec rozhodl koeficient branek a lepší jej měl klub Benátek. Velmi špatnou sezonu odehrál nováček Casale. Ten byl prvním jasně sestupujícím s pouhými devíti body. Jen jeden bod zaznamenal od 14. kola. Další sestupující se staly nováčci ze Salernitany a SPALu a posledním byla Spezia, která v posledním kole prohrála také s namočenou k sestupu Fanfullu (0:1).

## Účastníci
| Klub               | Město             | Stadion                      | Trenér                                                                | Minulá sezona                    |
| ------------------ | ----------------- | ---------------------------- | --------------------------------------------------------------------- | -------------------------------- |
| Alessandria        | Alessandria       | Campo del Littorio           | Renato Cattaneo                                                       | 3. místo v Serii B               |
| Anconitana-Bianchi | Ancona            | Campo del Littorio           | Ferenc Hirzer                                                         | 5. místo v Serii B               |
| Atalanta           | Bergamo           | Stadio Mario Brumana         | Géza Kertész                                                          | 15. místo v Serii A (sestup)     |
| Benátky            | Benátky           | Stadio Pier Luigi Penzo      | Luigi Barbesino (1.–23. kolo) Giuseppe Girani                         | 8. místo v Serii B               |
| Casale             | Casale Monferrato | Stadio Natale Palli          | Enrico Migliavacca                                                    | 1. místo ve skupině C ve 3. lize |
| Fanfulla           | Lodi              | Stadio Dossenina             | Giuseppe Marchi                                                       | 1. místo ve skupině B ve 3. lize |
| Fiorentina         | Florencie         | Stadio Giovanni Berta        | Rudolf Soutschek                                                      | 16. místo v Serii A (sestup)     |
| Padova             | Padova            | Stadio Silvio Appiani        | Wilmas Wilhelm (1.–?. kolo) József Wereb (?.–?. kolo) Mariano Tansini | 4. místo v Serii B               |
| Palermo            | Palermo           | Stadio Michele Marrone       | Armand Halmos (1.–?. kolo) Ermenegildo Negri                          | 7. místo v Serii B               |
| Pisa               | Pisa              | Campo del Littorio           | Károly Csapkay                                                        | 6. místo v Serii B               |
| Pro Vercelli       | Vercelli          | Stadio Leonida Robbiano      | Ivo Fiorentini                                                        | 11. místo v Serii B              |
| Salernitana        | Salerno           | Stadio Littorio              | Franz Hänsel (1.–25. kolo) Attila Sallustro                           | 1. místo ve skupině E ve 3. lize |
| Sanremese          | Sanremo           | Stadio Littorio              | [[[Soubor:Flag of Italy (1861–1946).svg\|20px]] Filippo Pascucci      | 9. místo v Serii B               |
| Siena              | Siena             | Stadio Rino Daus             | Vittorio Faroppa                                                      | 1. místo ve skupině D ve 3. lize |
| SPAL               | Ferrara           | Campo Sportivo del Littorio  | Euro Riparbelli                                                       | 1. místo ve skupině A ve 3. lize |
| Spezia             | La Spezia         | Stadio Alberto Picco         | Domenico Debarbieri (1.–22. kolo) József Viola                        | 13. místo v Serii B              |
| Verona             | Verona            | Stadio Marcantonio Bentegodi | János Vanicsek                                                        | 10. místo v Serii B              |
| Vigevano           | Vigevano          | Campo Sportivo di Vigevano   | Imre János Bekey                                                      | 12. místo v Serii B              |

## Tabulka
| Poř. | Tým                | Z  | V  | R  | P  | VG | OG | B  |
| ---- | ------------------ | -- | -- | -- | -- | -- | -- | -- |
| 1.   | Fiorentina         | 34 | 16 | 13 | 5  | 62 | 30 | 45 |
| 2.   | Benátky            | 34 | 16 | 11 | 7  | 39 | 23 | 43 |
| 3.   | Atalanta           | 34 | 15 | 13 | 6  | 43 | 26 | 43 |
| 4.   | Siena              | 34 | 17 | 8  | 9  | 43 | 35 | 42 |
| 5.   | Verona             | 34 | 16 | 8  | 10 | 46 | 36 | 40 |
| 6.   | Pro Vercelli       | 34 | 14 | 9  | 11 | 50 | 44 | 37 |
| 7.   | Palermo            | 34 | 13 | 10 | 11 | 35 | 34 | 36 |
| 8.   | Alessandria        | 34 | 14 | 7  | 13 | 57 | 43 | 35 |
| 9.   | Padova             | 34 | 15 | 5  | 14 | 56 | 51 | 35 |
| 10.  | Fanfulla           | 34 | 12 | 10 | 12 | 39 | 32 | 34 |
| 11.  | Sanremese          | 34 | 14 | 6  | 14 | 41 | 45 | 34 |
| 12.  | Anconitana-Bianchi | 34 | 13 | 7  | 14 | 50 | 44 | 33 |
| 13.  | Pisa               | 34 | 13 | 7  | 14 | 52 | 46 | 33 |
| 14.  | Vigevano           | 34 | 11 | 11 | 12 | 43 | 48 | 33 |
| 15.  | Spezia             | 34 | 12 | 7  | 15 | 43 | 50 | 31 |
| 16.  | SPAL               | 34 | 10 | 6  | 18 | 37 | 55 | 26 |
| 17.  | Salernitana        | 34 | 10 | 3  | 21 | 40 | 58 | 13 |
| 18.  | Casale             | 34 | 2  | 5  | 27 | 12 | 88 | 9  |

Poznámky
- Z = Odehrané zápasy; V = Vítězství; R = Remízy; P = Prohry; VG = Vstřelené góly; OG = Obdržené góly; B = Body
- za výhru 2 body, za remízu 1 bod, za prohru 0 bodů.
- při rovnosti bodů se rozhodovalo na základě poměru gólů (vstřelené góly ÷ obdržené góly).

|  | Postup do Serie A |
|  | Sestup do Serie C |